# Lobocleta lacteola
Lobocleta lacteola är en fjärilsart som beskrevs av Joseph Albert Lintner 1878. Lobocleta lacteola ingår i släktet Lobocleta och familjen mätare. Inga underarter finns listade i Catalogue of Life.